# Cray-2

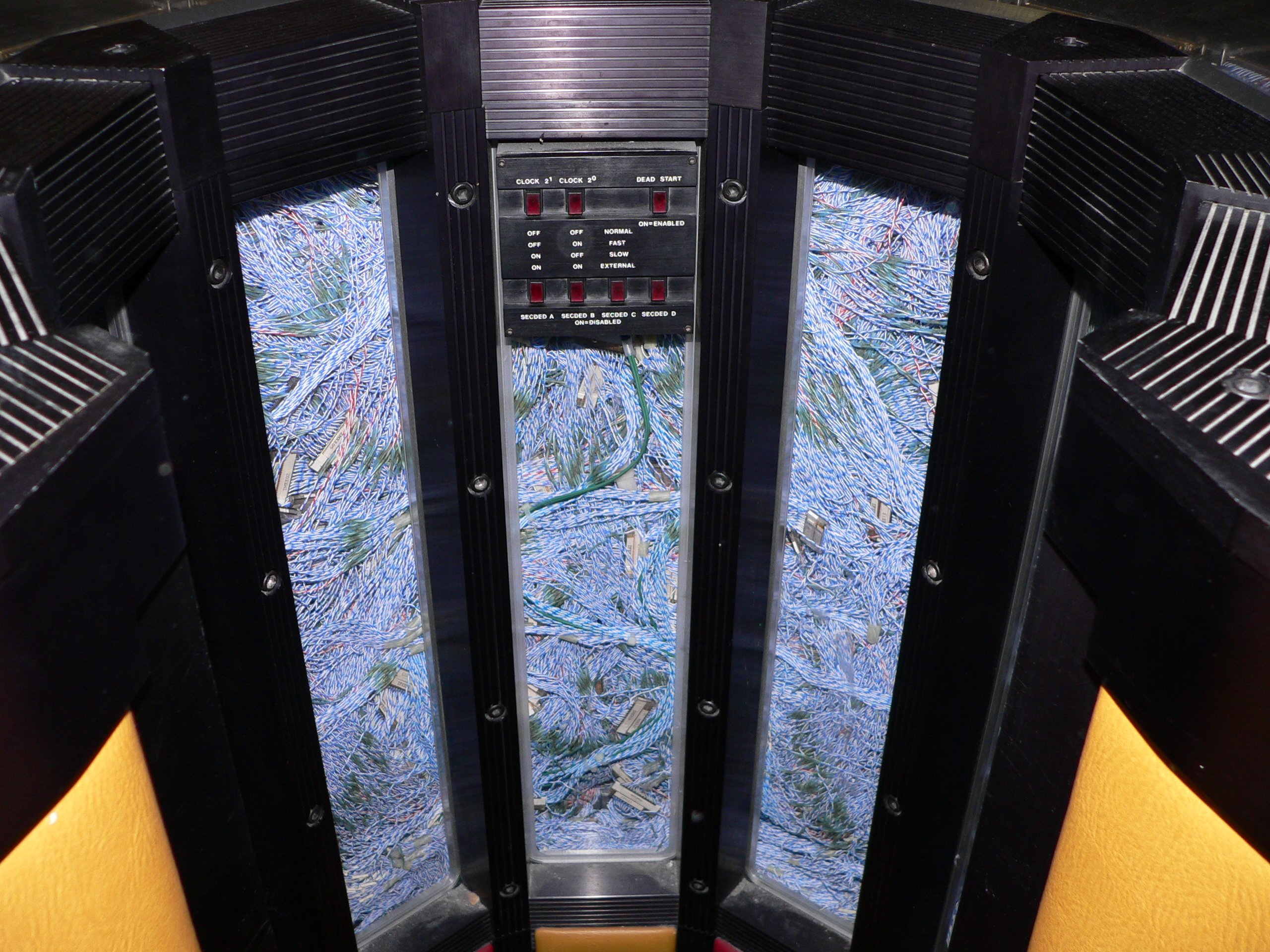
Innenansicht einer Cray-2

Die Cray-2 war ein Vektorsupercomputer, der von Cray Research 1985 angeboten wurde. Sie war die Weiterentwicklung der Cray-1 und bei ihrem Erscheinen der weltweit schnellste Rechner.

## Beschreibung
Die Cray-2 wurde im Vergleich zur Cray-1 auf 135 cm maximale Höhe und 115 cm Durchmesser verkleinert, und die Zykluszeit auf 4,1 Nanosekunden verkürzt. Die Kühlung geschah mittels Fluorinert, einer von 3M entwickelten Mischung aus Fluorcarbonen. Das Kühlmittel wog ein Drittel des 2,5-Tonnen-Rechners.
Jeder Prozessor hatte bei 244 MHz eine Leistung von maximal 488 MFLOPS, wodurch sich bei vier Prozessoren die Leistung auf 1,951 GFLOPS summierte. Zum Vergleich: Die Apple Watch aus dem Jahr 2015 hat nahezu die doppelte Rechenleistung der Cray-2.
Es gab auch ein Unikat mit 8 Prozessoren, das für das „NERSC“ hergestellt wurde. SN2101.
Die Cray-2 besitzt für I/O-Handling, Synchronisation der genannten Hintergrundprozessoren und zum Ausführen von Systemaufgaben einen Vordergrundprozessor.
Die Prozessoren bestehen aus Silizium. Seymour Cray versuchte zwar, Prozessoren aus Galliumarsenid herzustellen, allerdings waren diese Prozessoren noch nicht einsatzreif, als die Cray-2 entwickelt wurde.
Die Adressregister wurden auf 32 Bit erweitert, und eine Cray-2 hatte in der Grundausführung 4 Gigabyte DRAM-Speicher mit 56 ns Zugriffszeit. Dabei wurde Interleaving verwendet, bei dem 64 oder 128 Speichermodule nacheinander abgefragt wurden. Spätere Versionen erweiterten den Adressraum, so dass insgesamt 32 Gigabyte adressiert werden konnten.
Das Laden und Speichern von 64 Vektordaten pro Prozessor dauerte 63 Takte, während eine Berechnung nur 22 bis 23 Takte benötigte. Um dieses Problem einzuschränken, war jeder Prozessor mit zusätzlichen 128 KByte Speicher mit nur vier Takten Zugriffszeit verbunden. Dies war jedoch kein echter Cache, da statt Arbeitsspeicher lediglich Register gecacht wurden.
Mehrere Cray-2 konnten miteinander über ein spezielles 1,6-GBit/s-Netzwerk verbunden werden. Die Cray-2 hatte hausinterne Konkurrenz von der X-MP- und Y-MP-Serie, die mit mehr Prozessoren dieselbe Rechenleistung erreichten.

## Anwender

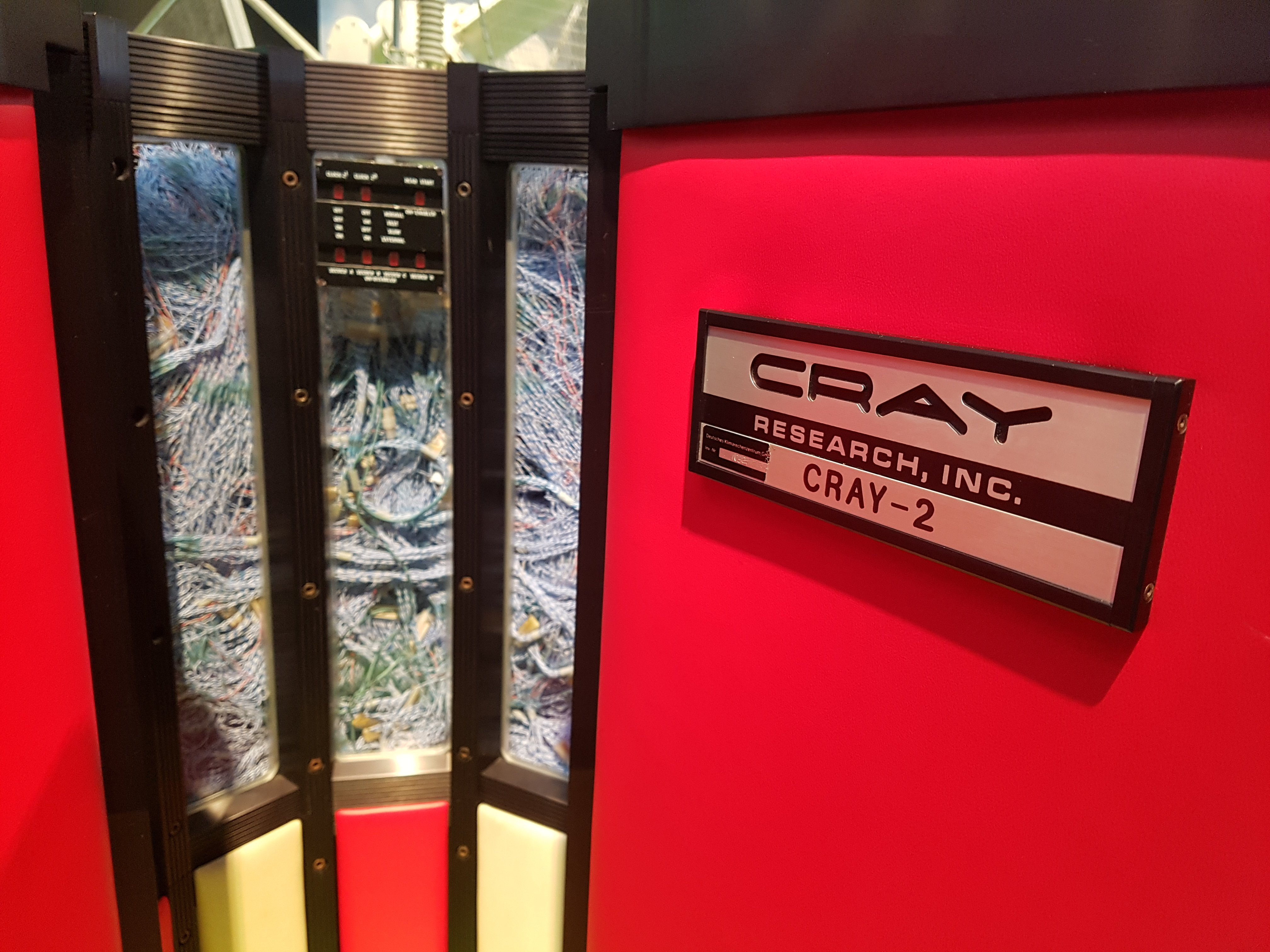
Cray-2 S des Deutschen Klimarechenzentrums Hamburg (1988–1994, Deutsches Technikmuseum 2022)

Die Cray-2 wurde in erster Linie vom Verteidigungsministerium und vom Energieministerium der Vereinigten Staaten eingesetzt. Sie fand jedoch auch weitere Abnehmer weltweit. Unter anderem wurde 1986 vom deutschen Bundesland Baden-Württemberg eine Cray-2 für die Universität Stuttgart erworben. Die Anschaffungskosten des Rechners beliefen sich auf 48 Millionen D-Mark. Es handelte sich dabei um die erste Cray-2 in Europa.

## Systeminformationen
| Kenngröße                                               | Daten                                                |
| ------------------------------------------------------- | ---------------------------------------------------- |
| Maschinentyp                                            | Shared-Memory-Multi-Vektorprozessor                  |
| Betriebssystem                                          | Unicos (Unix-Variante von Cray Computer Corporation) |
| Compiler                                                | Fortran, C                                           |
| Zykluszeit                                              | 4,1 ns                                               |
| Prozessorspeicher                                       | 128 KB                                               |
| Theoretische Höchstleistung je Prozessor                | 488 MFLOPS                                           |
| Maximale theoretische Höchstleistung (vier Prozessoren) | 1,951 GFLOPS                                         |
| Hauptspeicher                                           | 2–32 GB                                              |
| Speicherbandbreite jedes Prozessors                     | 1,95 GB/s                                            |
| Anzahl Prozessoren                                      | 1–8                                                  |